# 十八尖山

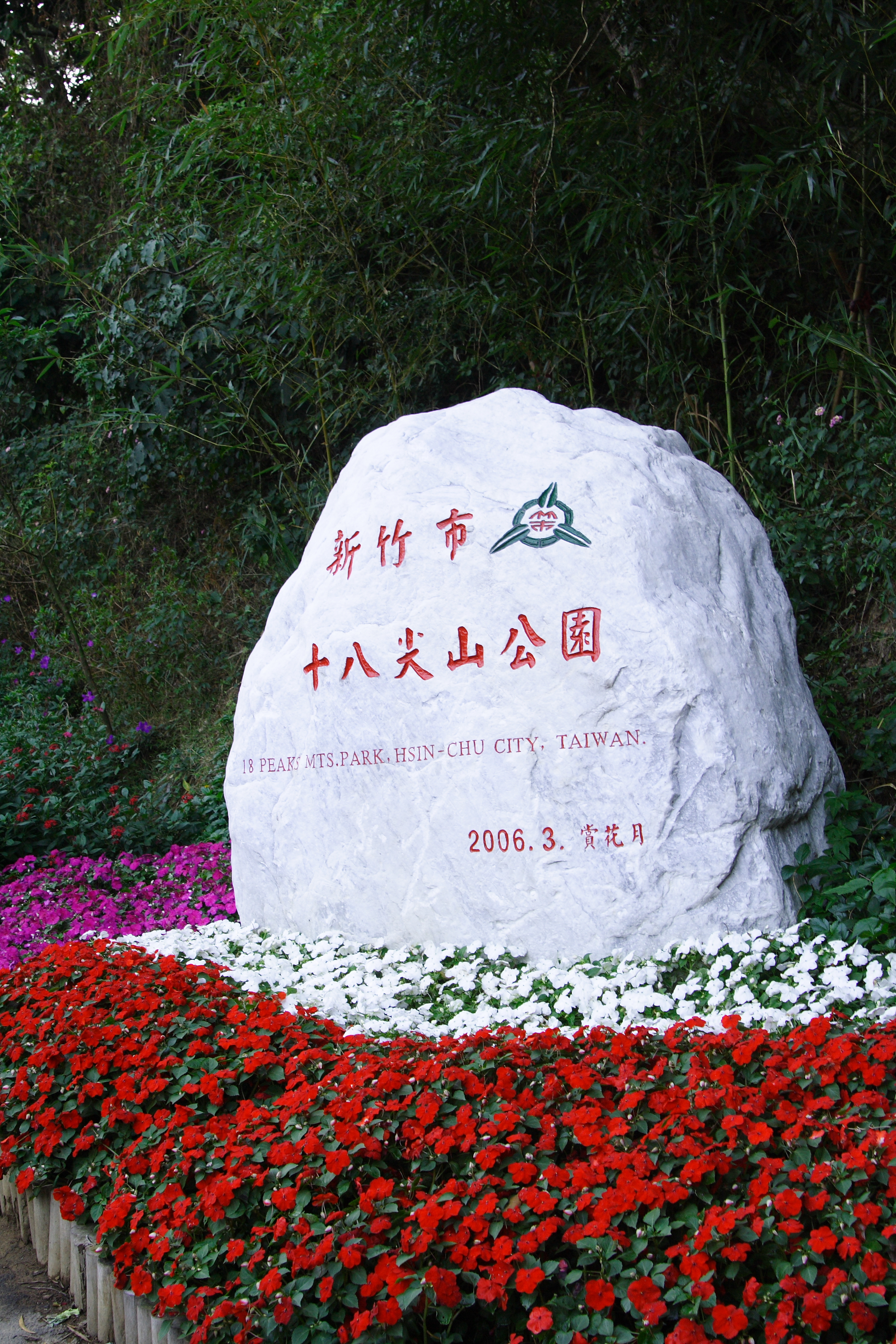
十八尖山博愛街入口處的十八尖山公園石碑

十八尖山位於台灣新竹市東區光明里、仙宮里一帶，屬於都會型自然森林公園。十八尖山主峰海拔僅130公尺，最高處為131.79公尺，最低處為50公尺，平均坡度為40%。由於是新竹市區內最大的郊區森林公園具代表性，因此被入選為台灣小百岳。

## 簡介
由十八個峰頭所組成的丘陵地，位於新竹市的東南郊，約略呈新月形，蜿蜒約7、8公里，恰好環抱新竹市東、南郊與清大、交大為鄰，山腳下的附近還有不少學校，例如新竹中學、新竹高商等。十八尖山成為森林公園的歷史悠久，1927年（昭和2年）十八尖山就被規劃為森林公園，命名為「東山公園」，並開闢盤山公路，以方便遊客登覽遊憩。
第二次大戰期間，日軍新竹空軍基地為盟軍轟炸的重要目標，由於戰局吃緊，於是日軍封閉公園，在十八尖山興建防空要塞及軍事坑道。第二次大戰後，國防部接收軍事設施，由國軍駐守，成為軍事用地，禁止遊客進入。因此十八尖山得以保持自然山林面貌。而隨著新竹市的發展，市民休閒需求大增，後來十八尖山歸由新竹市政府接管，重新闢建為森林公園，以供市民遊憩使用。
從新竹高商順著博愛街步行就可上山，最高點有一「介壽亭」，山林內的33尊石觀音，也是觀賞的重點。每年「十八尖山賞花月」約在三月上旬開始。

## 歷史沿革

### 鹿場
漢人尚未入墾前， 是原住民道卡斯族竹塹社鹿場。

### 大清國界
1761年（乾隆26年），福建分巡台灣道楊景素為堪定疆域邊界，在台灣北部「挑溝堆土」，築土牛和土牛溝，依據施添福考證竹塹的土牛溝在「金山面和柴疏山接壤處...埔頂...石頭坑-蜈蜞窩-巡司埔」，其中石頭坑是今清大梅園東側小溪，雞蛋面是仙宮里西北的十八尖山後坡，可知清代的土牛紅線經過十八尖山，足見在清代地圖上是紅線，在地表上是山溪為國界線的界山。

### 義塚
1772年（乾隆37年），清朝中葉起，漢人漸將拓墾的腳步推向十八尖山山麓附近，界外荒山，築墳瘞葬（埋葬）。

1777年（乾隆42年），竹塹土牛線附近的 枕頭山、蜈蜞窩、雞蛋面等地，設為義塚。

1867年（同治6年），清政府明令虎頭山、十八尖、雞蛋面等官地為義塚，「十八尖」之名，首次出現於官方告示中。

1895年6月24日至26日乙未戰爭，清政府割讓予日本後臺灣各地人民為抵抗日本接收統治而發起的戰爭。

### 森林公園
1916年（大正5年），新竹廳長高山仰，在市街與十八尖山間籌建新竹公園。

1924年（大正13年），官民在十八尖山建遊覽公園，開闢環山汽車路及山頂展望亭，並進行清塚；建立東山公園（因位於城廳東方）， 又名森林公園。

1927年（昭和2年），新竹州知積極將昔日的遊覽公園規劃為近代式的森林公園。

1928年（昭和3年），在「御大典紀念事業」的名義下，慶祝昭和天皇登基，市內軍民合建，正式劃十八尖山為森林公園。

1929年（昭和4年），對大量廢墓地的無主埋骨修建納骨塔、萬靈塔，以安慰幽魂，在十八尖山設置三十三座石觀音柱雕刻，並舉行開光典禮。

### 軍事要塞
1941年（昭和16年），太平洋戰爭爆發，日軍開鑿了大量的山洞，建立防空要塞於山中，把重要機器與設備都送進山洞，並禁止遊人涉足。

1945年（民國34年），戰後，由國軍接收進駐，為了防範中共武力犯台，在那各自成群的許多山洞，又肩負了保衛台灣的重責大任，成為軍事體系的一環。

1962年（民國51年），軍方遷離（但山上的防空洞，仍屬國防部管理），再次開闢為遊覽公園。

### 文教學府集聚
1926年（大正15年），新竹州立中學（今國立新竹高中），從原址（今國立新竹女中）遷入十八尖山下。

1940年（昭和15年），設立新竹州立商業學校（原本為新竹之競馬場）。

1951年（民國40年），新竹市立中學遷校於十八尖山西峰（虎頭山）下，改名竹一中，今為建華國中。

1955年（民國44年），國立清華大學復校於新竹，位於十八尖山東麓。

1956年（民國45年），新竹縣立第二女子初中，設立於新竹一中與新竹高中之間，今為培英國中。

1958年（民國47年），國立交通大學復校於新竹州立商業學校對面。

### 其他
1928年（昭和3年）十一月，自來水水源地於十八尖山東麓竣工。

1928年（昭和3年），新竹第一代競馬場建於赤土崎（今新竹高商），可惜競馬場跑道不足一千公尺，不能做為正式賽馬場地，後來遷建香山為全台最大的競馬場。

### 新竹的第一號公園
1956年（民國45年），新竹縣政府公佈「新竹都市計劃」，將十八尖山劃為公園。

1962年（民國51年）四月十日，開闢為遊覽區。就這樣歷年來在市政府的整理維護下，使得十八尖山遍山綠樹成蔭，沿途瀝青路面平整，鳥與蟲鳴，空氣清新，已成新竹市民每天運動休閒的最佳去處。

1982年（民國71年）七月一日新竹市升格為省轄市後，依都市計劃命名為公一公園，也就是新竹市第一號公園。

### 十八尖山賞花月
前新竹市長林政則於2003年，每年三月份起舉辦十八尖山花季，辦理藝文表演活動，從博愛入口開始，安排有百花區、玫瑰花區、茶花區、杜鵑花區、杏花區、桃花區、桂花巷等，隨著健康步道，呈現不同的景觀至今。

### 三十三觀音步道
- 在日本是相當熱門的宗教朝聖活動，不少日本人花五、六天時間到各地朝拜；新竹市十八尖山上保有日治時期雕的「新竹西國三十三所靈場」的三十三尊石觀音，1931年設立。
- 十八尖山石觀音屬東密雕法，每尊觀音法相姿態不同，所持法器、飾物也各異，相當難得。
- 在新竹市綠水社區義工及新竹高中師生努力下，目前已尋獲二十四座石觀音。

### 越野賽跑
在十八尖山山腳下的培英國中、新竹高中、新竹高商、建華國中有時會帶學生到十八尖山跑步健身，其中培英國中、新竹高中和新竹高商一年會舉辦一次賽跑活動，稱作越野賽跑，多在5月底舉辦，新竹高中多於十二月底舉行。

## 周邊地區景點

### 登山口
十八尖山有十個登山入口：
- 博愛街登山口：進入博愛街，經新竹高商後，在台灣自來水公司第三管理處前右轉進入博愛街5巷。
- 寶山路登山口：又稱寶山路145巷登山口。進入寶山路145巷。
- 寶山路登山步道：又稱寶山路登山口。於高峰植物園對面。
- 培英國中登山口：進入培英國中操場後，在司令台正前方的樹林有一樓梯，上去後有兩個往右的樓梯、一個往左的樓梯。另在司令台右斜前方的樹林亦有一斜坡道。
  - 第一個往右樓梯：為一短樓梯，從頭即可看到尾。
  - 第二個往右樓梯：即桂花巷。
  - 往左樓梯：為一長樓梯，樓梯末端為愛林亭或早起會，會經過相思亭。
  - 斜坡：為一短步道，從頭即可看到尾。末端為寶山路登山口汽機車終點。
- 自由車場登山口：假日時可穿越新竹高中，從後門出來後會看到樓梯，走上去即可到達自由車場。
  - 自由車場司令台登山口：沿著左圍牆走即可看到一斜坡。
    - 觀音亭下方廣場：觀音亭下方的廣場，為斜坡的分支。

  - 自由車場看台登山口：沿著右圍牆走。
- 排水溝步道：假日時可穿越新竹高中，從後門出來後會看到樓梯，樓梯右邊有一較不顯眼的樓梯，走上即可。本步道是石觀音次密集處。
- 竹高步道：進入博愛街5巷，在新竹高商後門附近有一樓梯。本步道是石觀音最密集處。
- 變葉木步道：在山下獅子亭、300階樓梯隔壁，公有停車場對面，步道末端為瞭望亭和觀音亭。
- 清華大學登山口：雖然清華大學和十八尖山之間有用綠色圍牆隔開，但其實可經由清大相思湖或蝴蝶園進入，步道末端為十八尖山2號公廁後面。若從十八尖山走到清大，會看見岔路，其中，直走可前往蝴蝶園，左轉可抵達相思湖。
- 300階樓梯步道：實為322階，在山下獅子亭後面，變葉木步道旁邊。樓梯末端為幸福亭。

### 涼亭
- 獅子亭（山下）：位於博愛街5巷，300階樓梯、變葉木步道、博愛街登山口旁。
- 獅子亭（山上）
- 幸福亭：300階樓梯終點。一說是十八尖山主線 (博愛街登山口~寶山路登山口)的中點。
- 介壽亭：十八尖山最高點，可眺望新竹市區。
- 國父紀念亭：介壽亭旁。
- 觀音亭：位於變葉木步道 (從博愛街5巷進入)出來後前往主線之路段。
- 梅花亭：兩層樓涼亭。
- 長春亭：由壓克力板搭建而成。
- 益壽亭：有兩座，一大一小。較小的那座常被稱為「無名亭」。
- 快樂健身亭
- 愛林亭：早起亭後面。培英國中登山口往左樓梯末端。
- 早起亭：早起會後面。
- 瞭望亭
- 相思亭：位於寶山路登山步道。

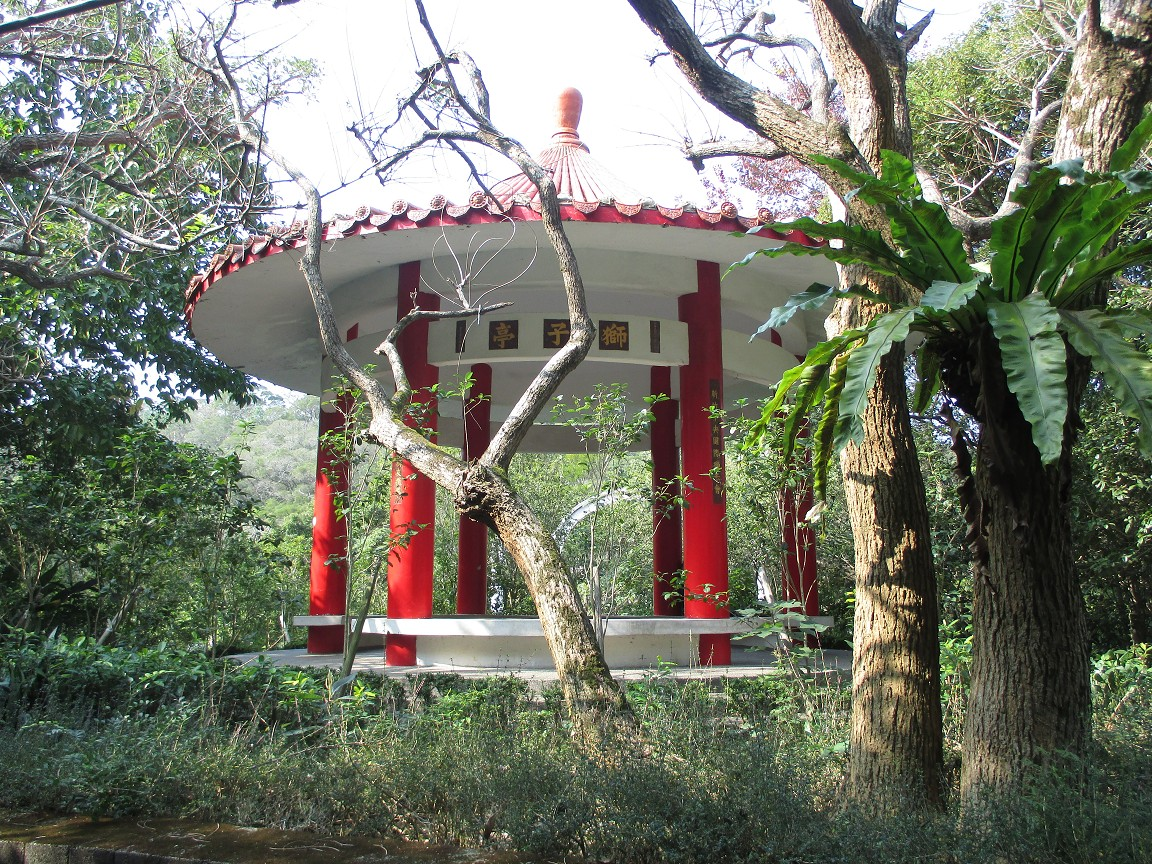
山下獅子亭
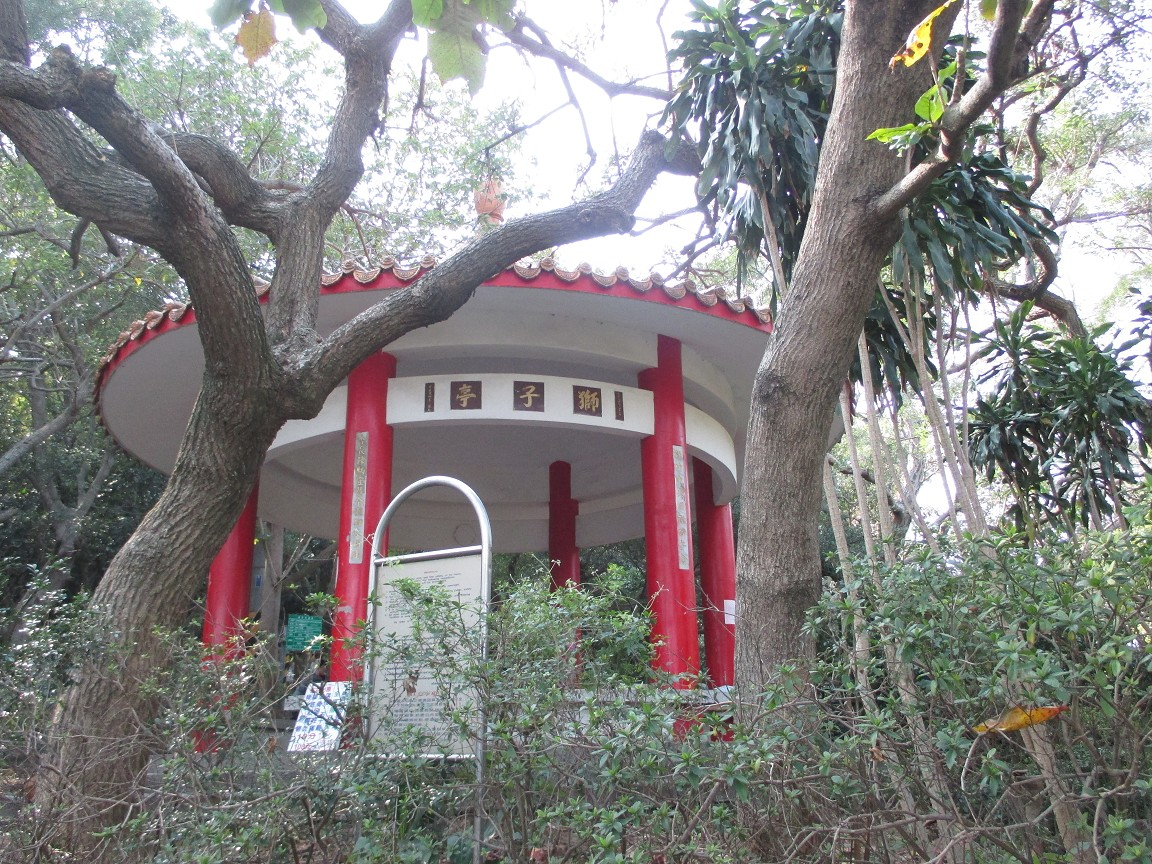
山上獅子亭
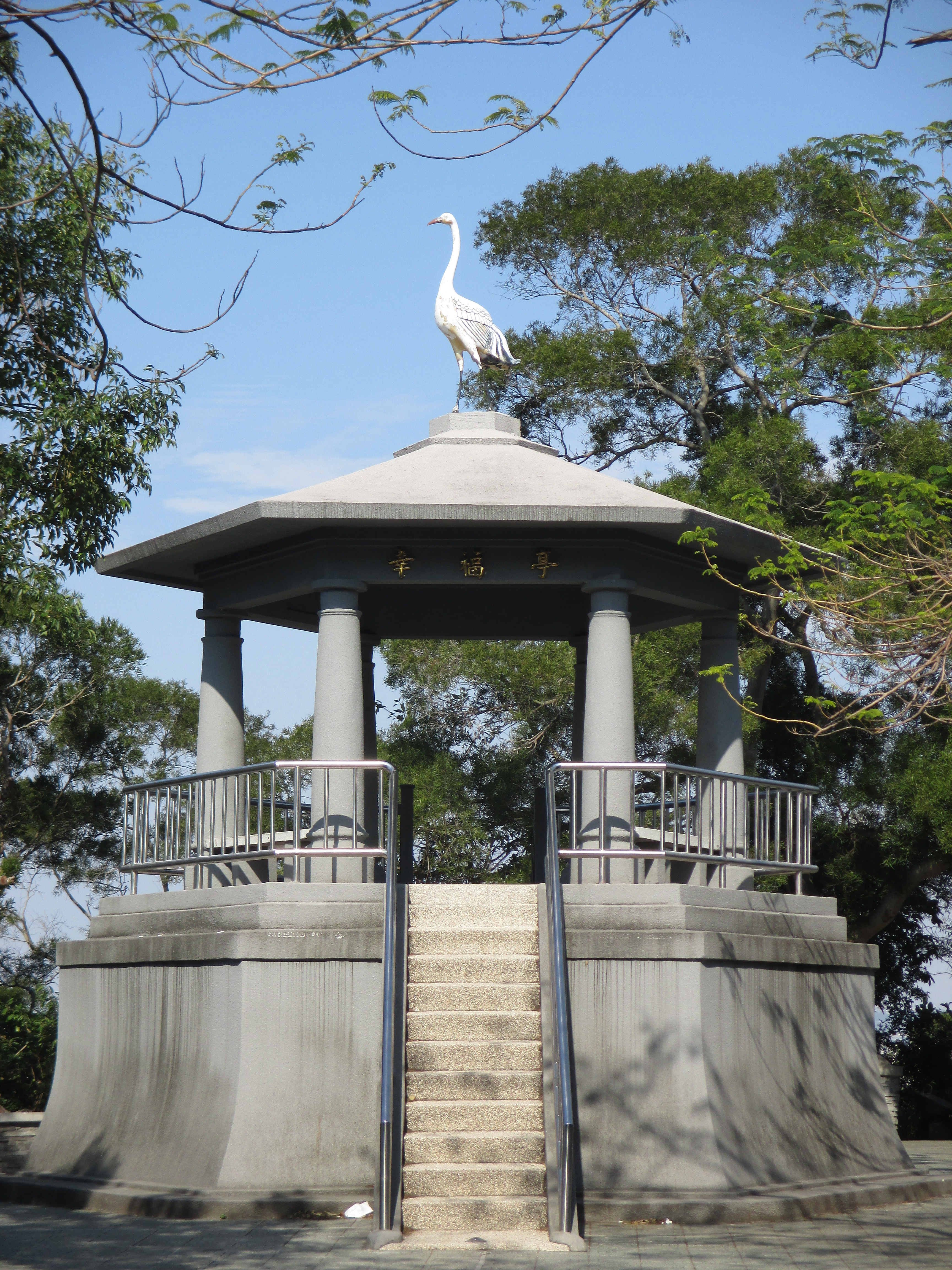
幸福亭
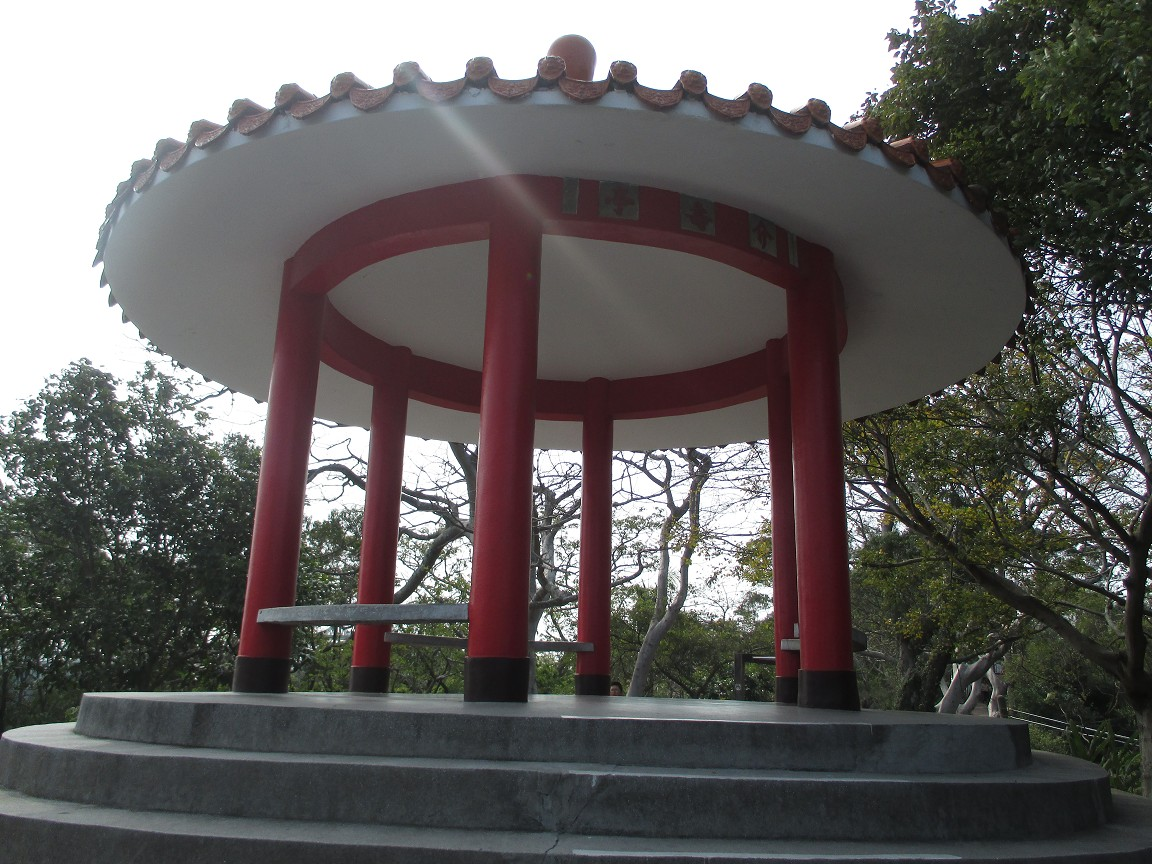
介壽亭
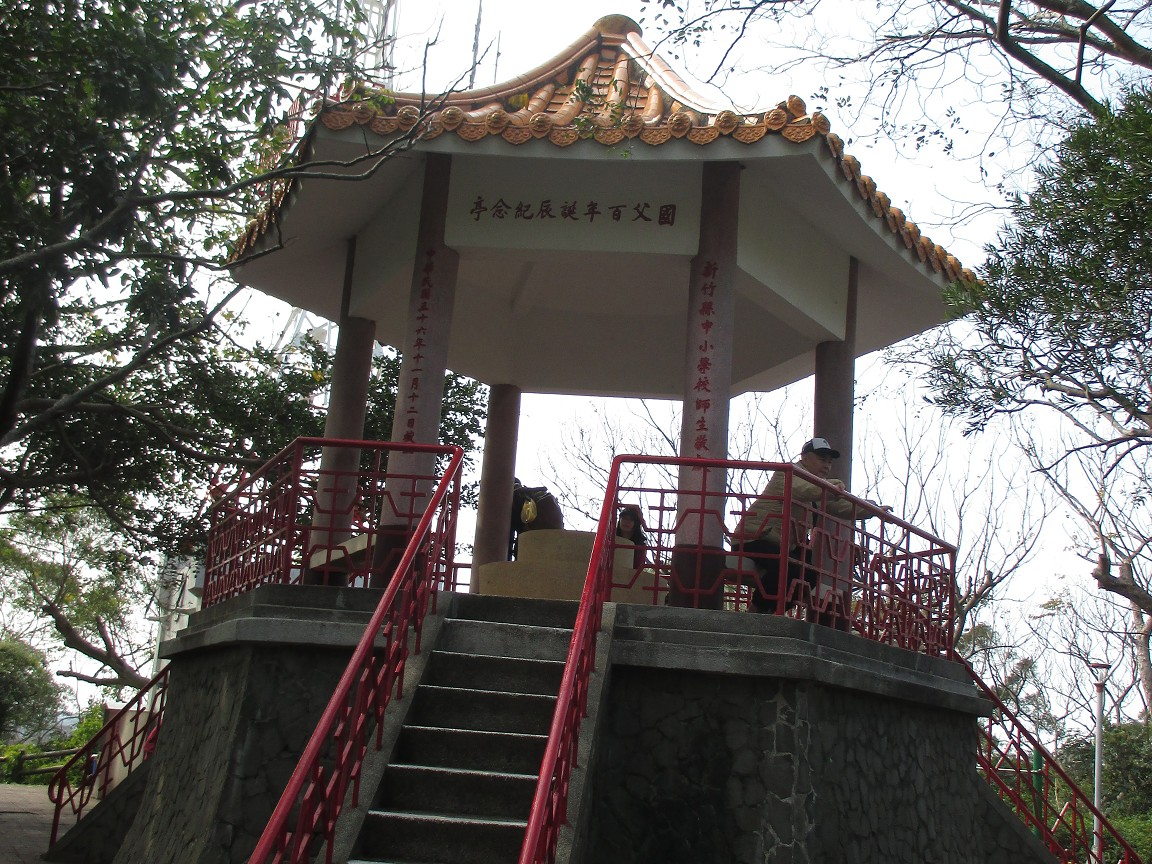
國父百年誕辰紀念亭 (簡稱國父紀念亭)
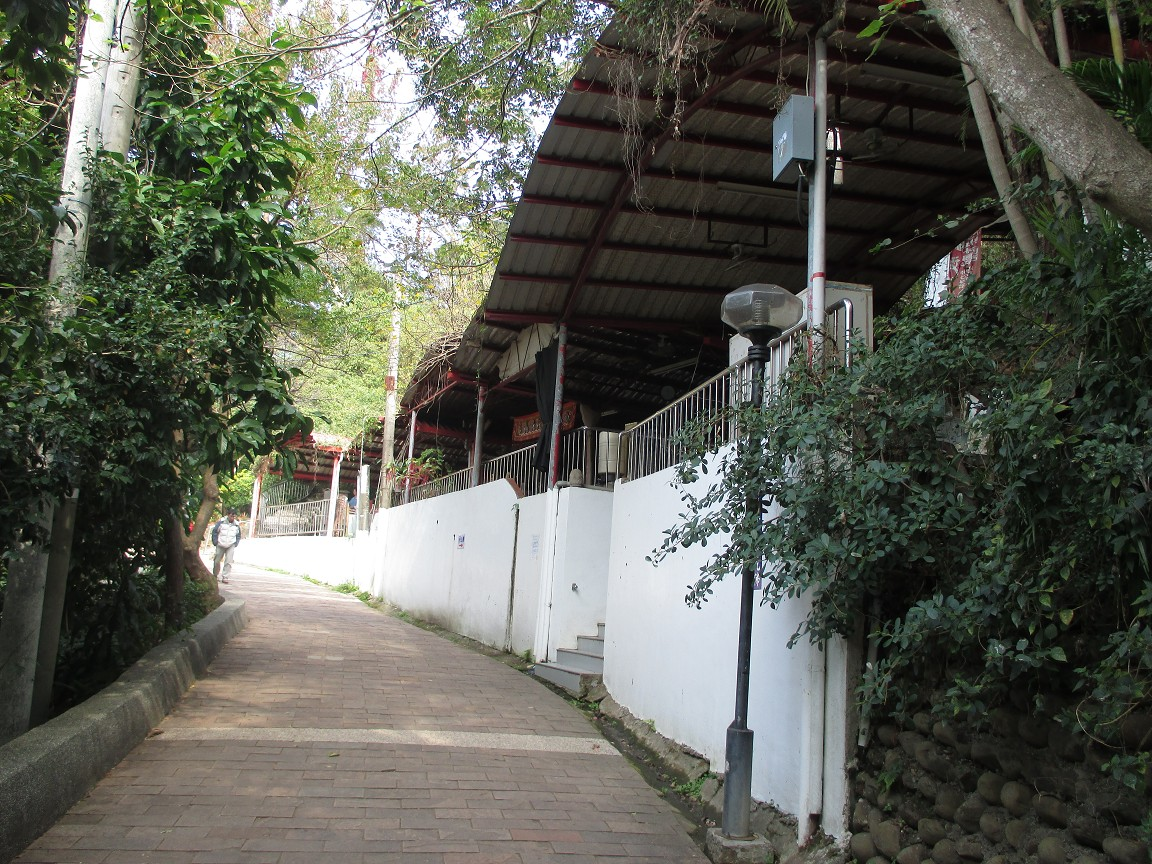
觀音亭
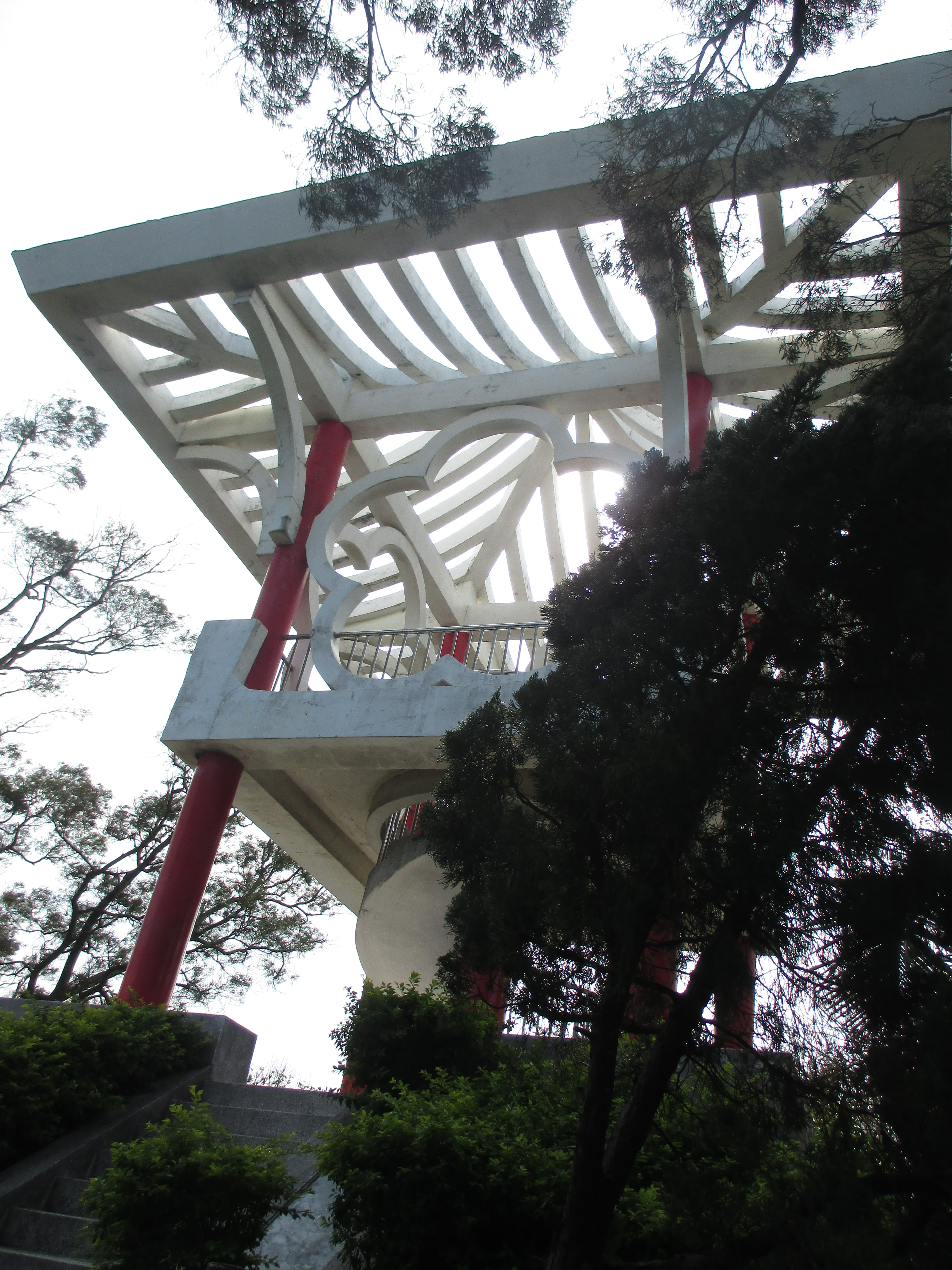
梅花亭
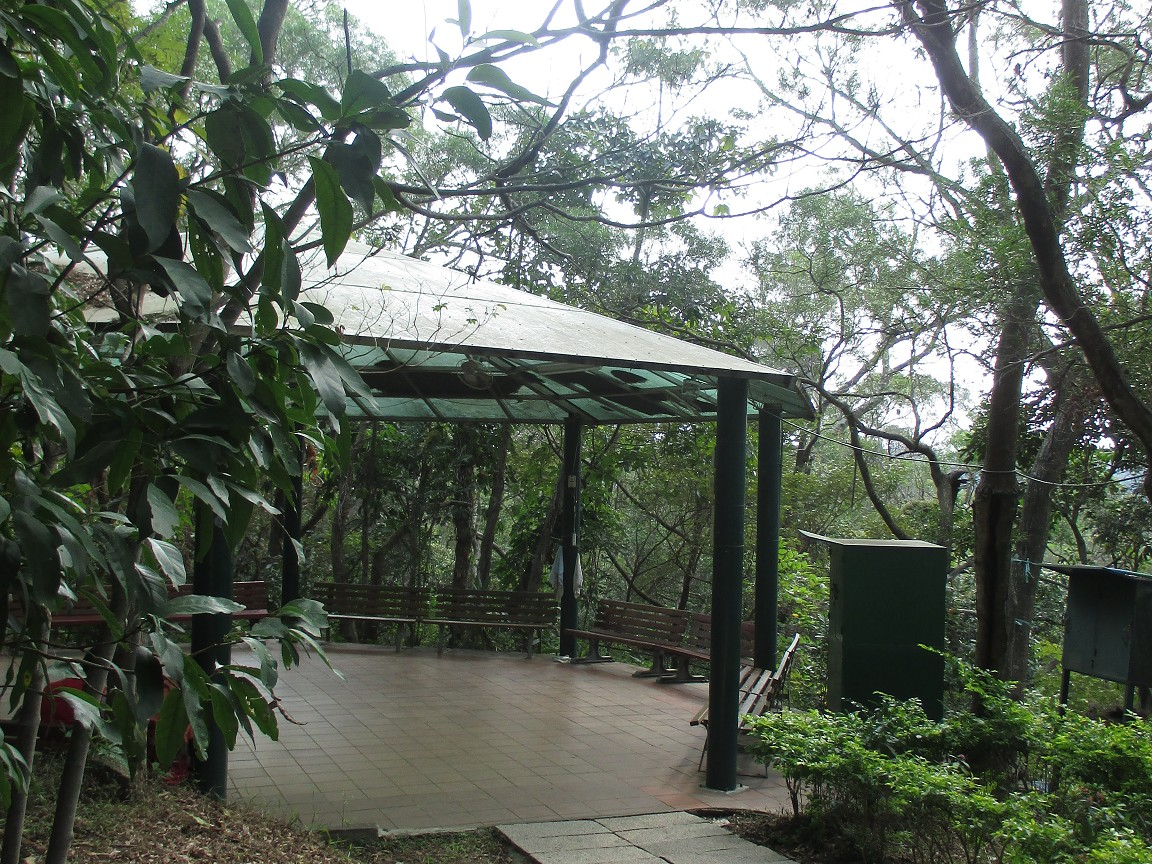
長春亭
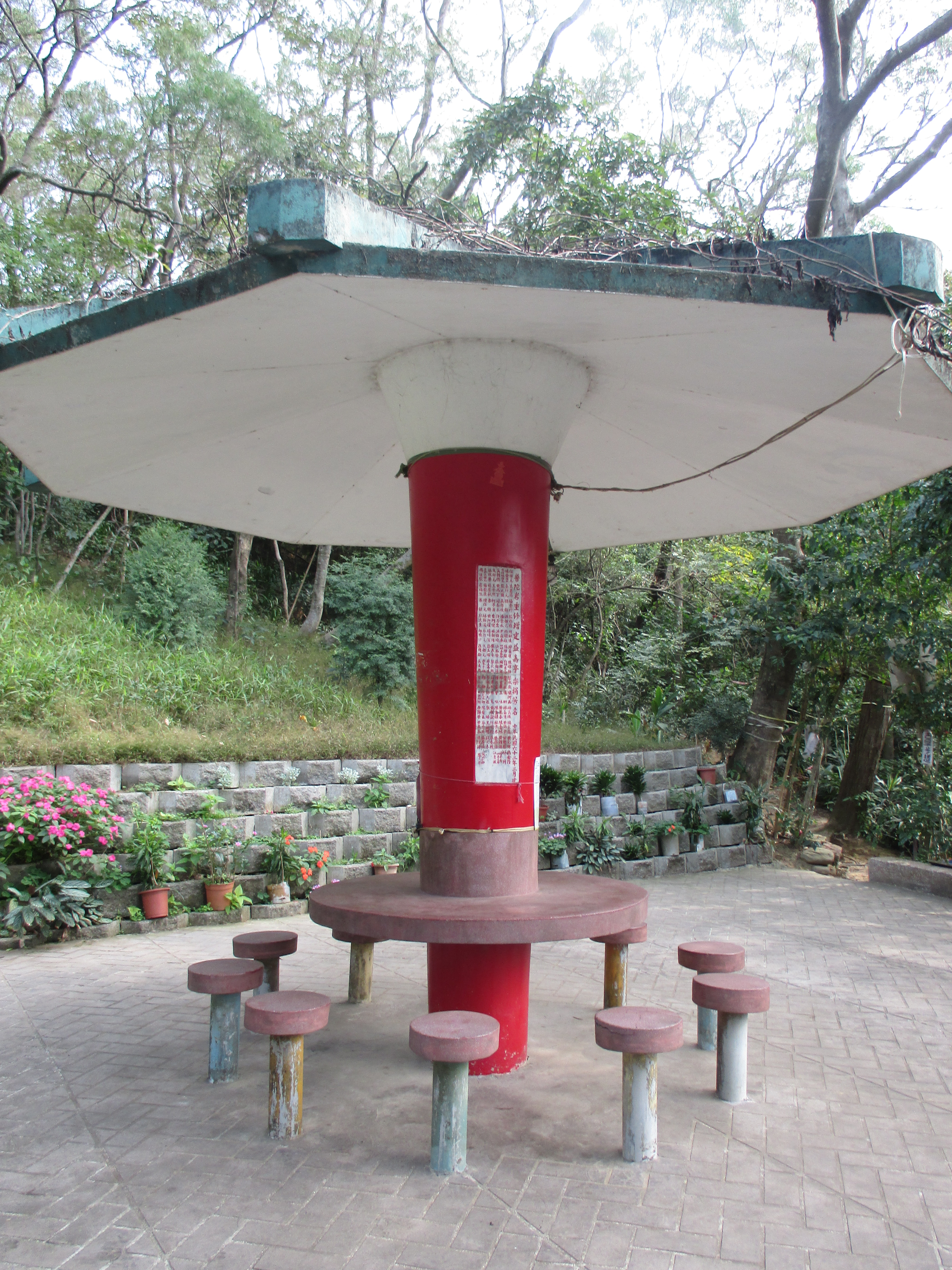
大益壽亭
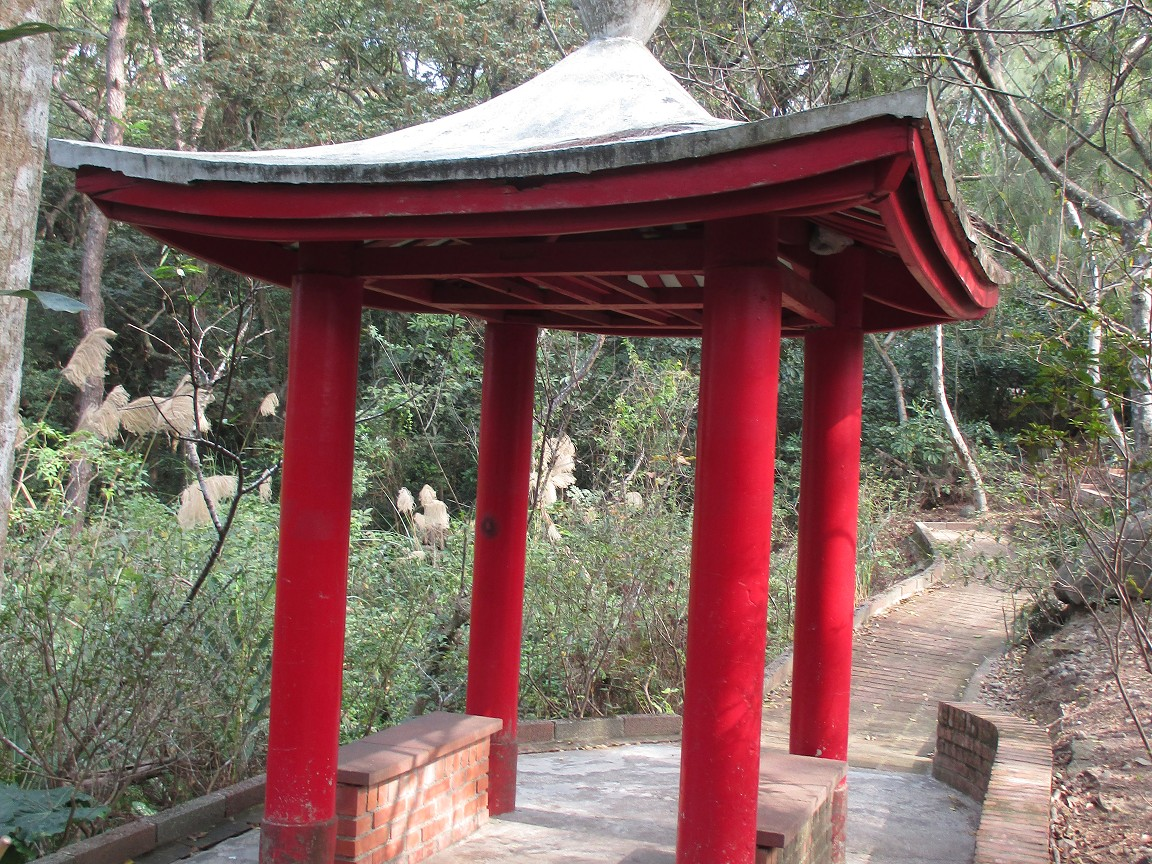
小益壽亭 (又稱無名亭)
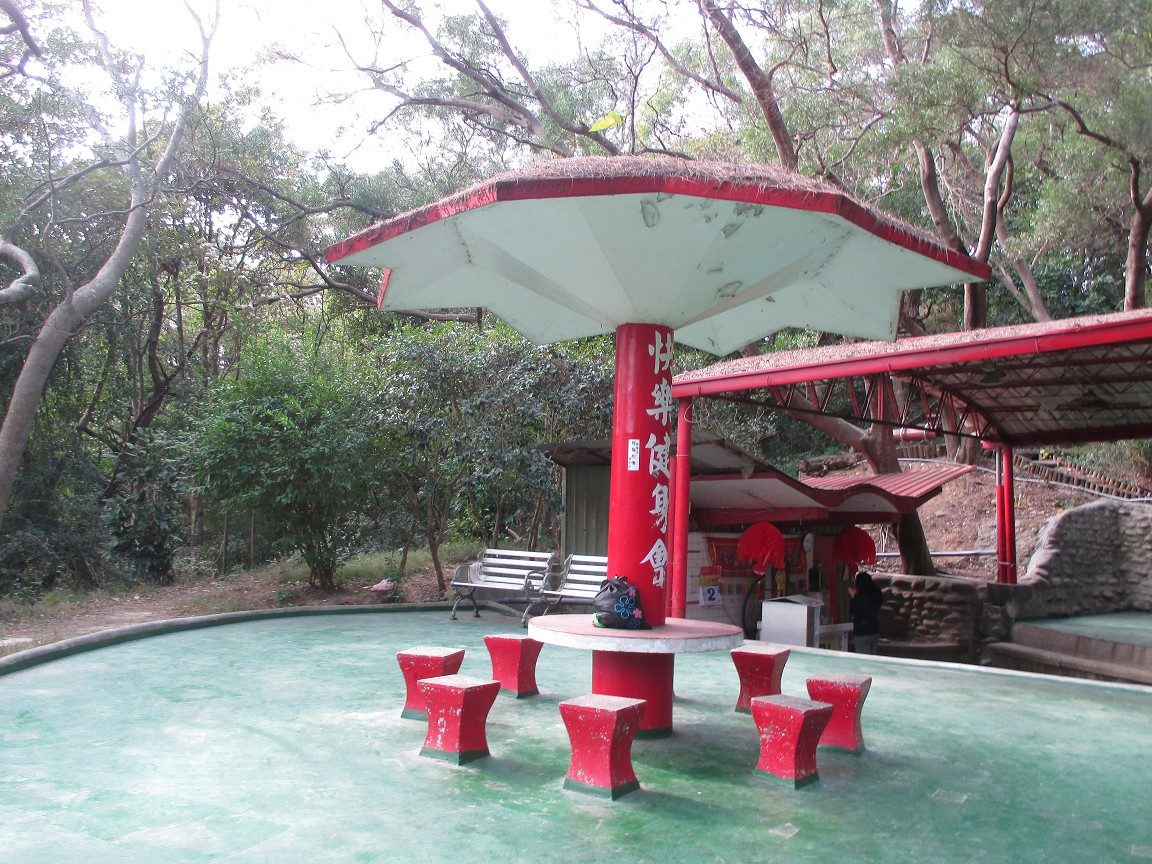
快樂健身亭
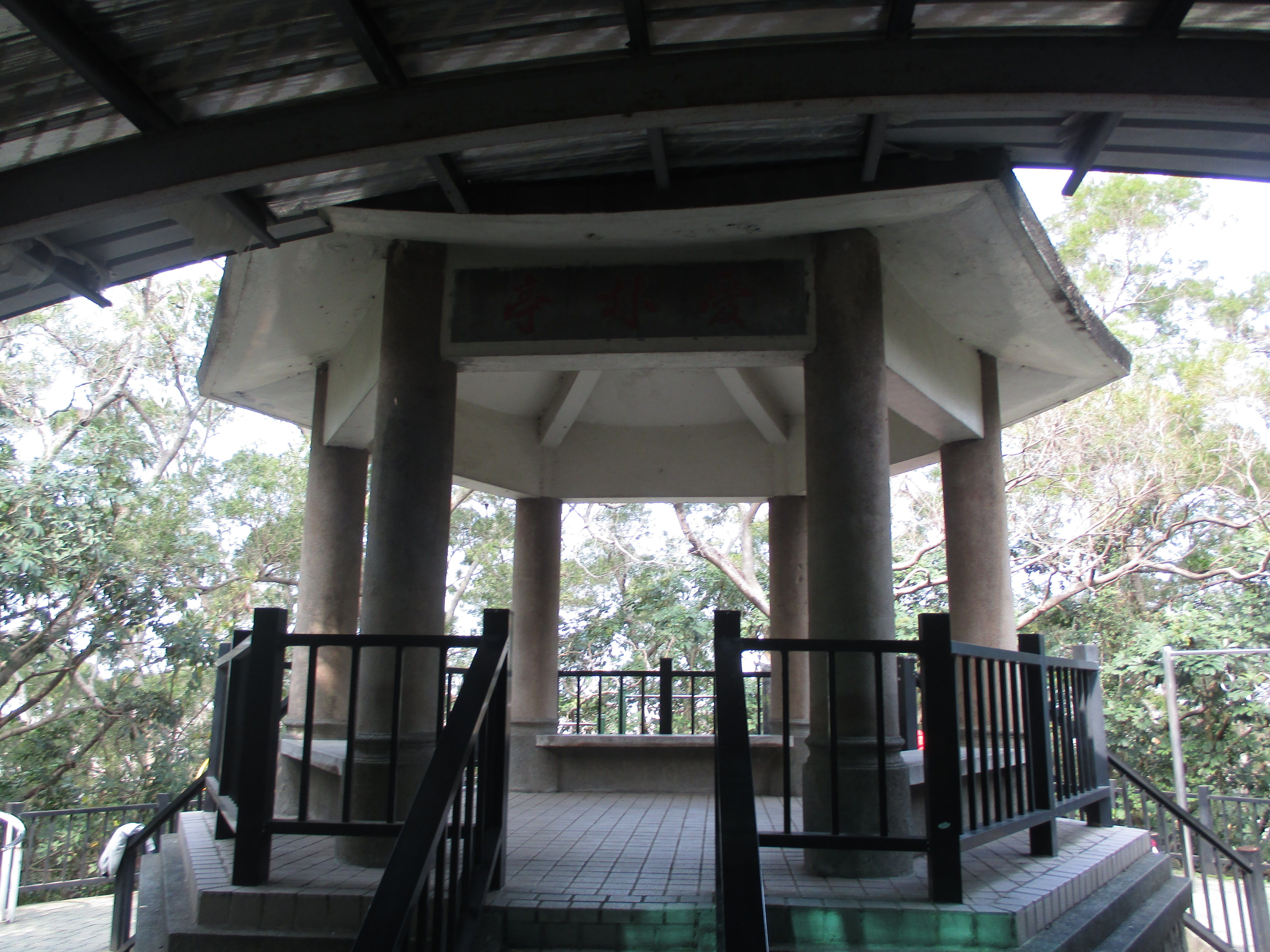
愛林亭
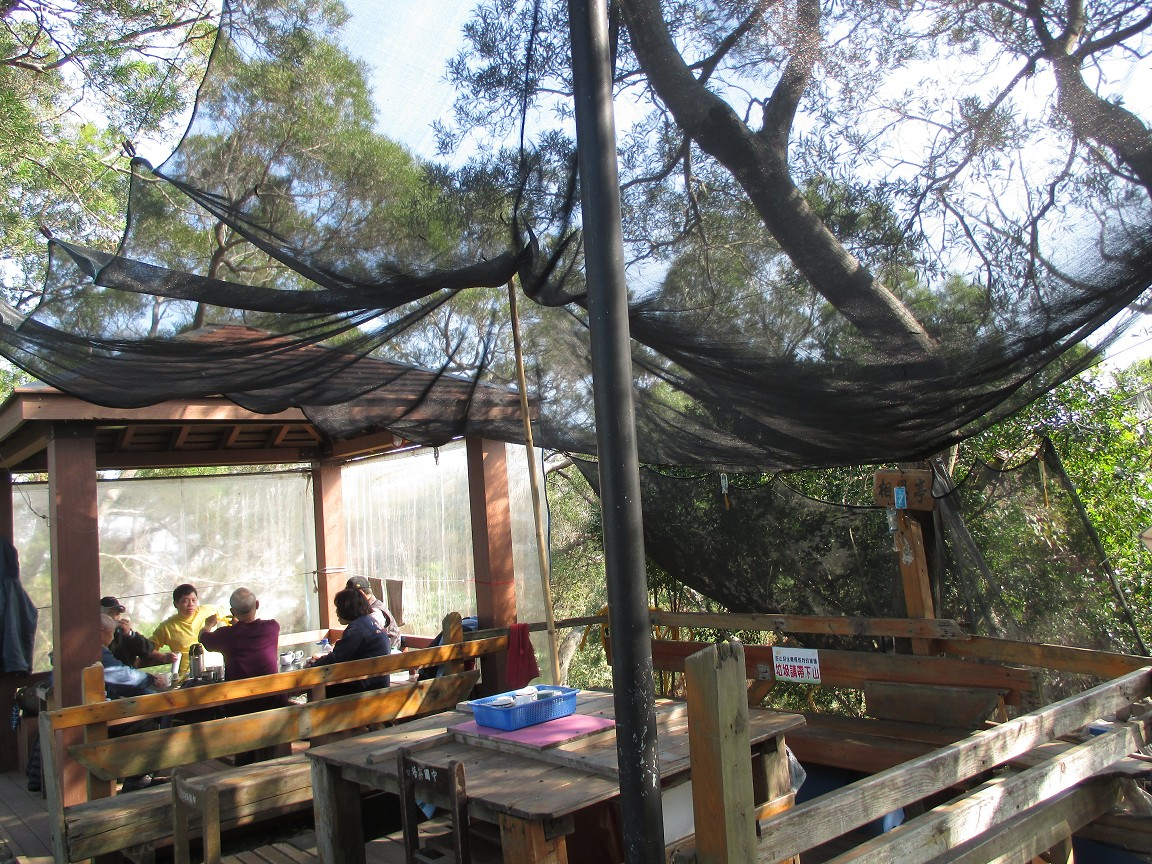
相思亭

## 常見植物
- 相思樹
- 茄苳
- 樟樹
- 鵝掌柴
- 楓香
- 印度紫檀
- 九節木
- 山櫻花
- 刺桐
- 九芎
- 菲律賓紫檀
- 苦楝
- 朱槿
- 金露花
- 樹蘭
- 七里香
- 春不老
- 樹杞
- 含笑花
- 玉蘭花
- 變葉木
- 單花蟛蜞菊
- 非洲鳳仙花
- 杜鵑
- 桂花

## 外部連結
- 鳥語花香，新竹十八尖山
- 新竹市．十八尖山（页面存档备份，存于）
- 十八尖山（页面存档备份，存于）
- 新竹市十八尖山公園主題網（页面存档备份，存于）
- 健行筆記 - 十八尖山步道（页面存档备份，存于）
- 十八尖山 - 交通部觀光署 （页面存档备份，存于）
- 十八尖山 - 新竹市觀光旅遊網 （页面存档备份，存于）